# Deșteaptă-te, române!
Deșteaptă-te, române! ([deˈʃte̯aptəte roˈmɨne]ⓘ; deutsch „Erwache Rumäne!“) ist seit 1989 die Nationalhymne Rumäniens.
Sie wurde das erste Mal während der Rumänischen Revolution am 29. Juli 1848 im Parcul Zăvoi in Râmnicu Vâlcea gesungen. 

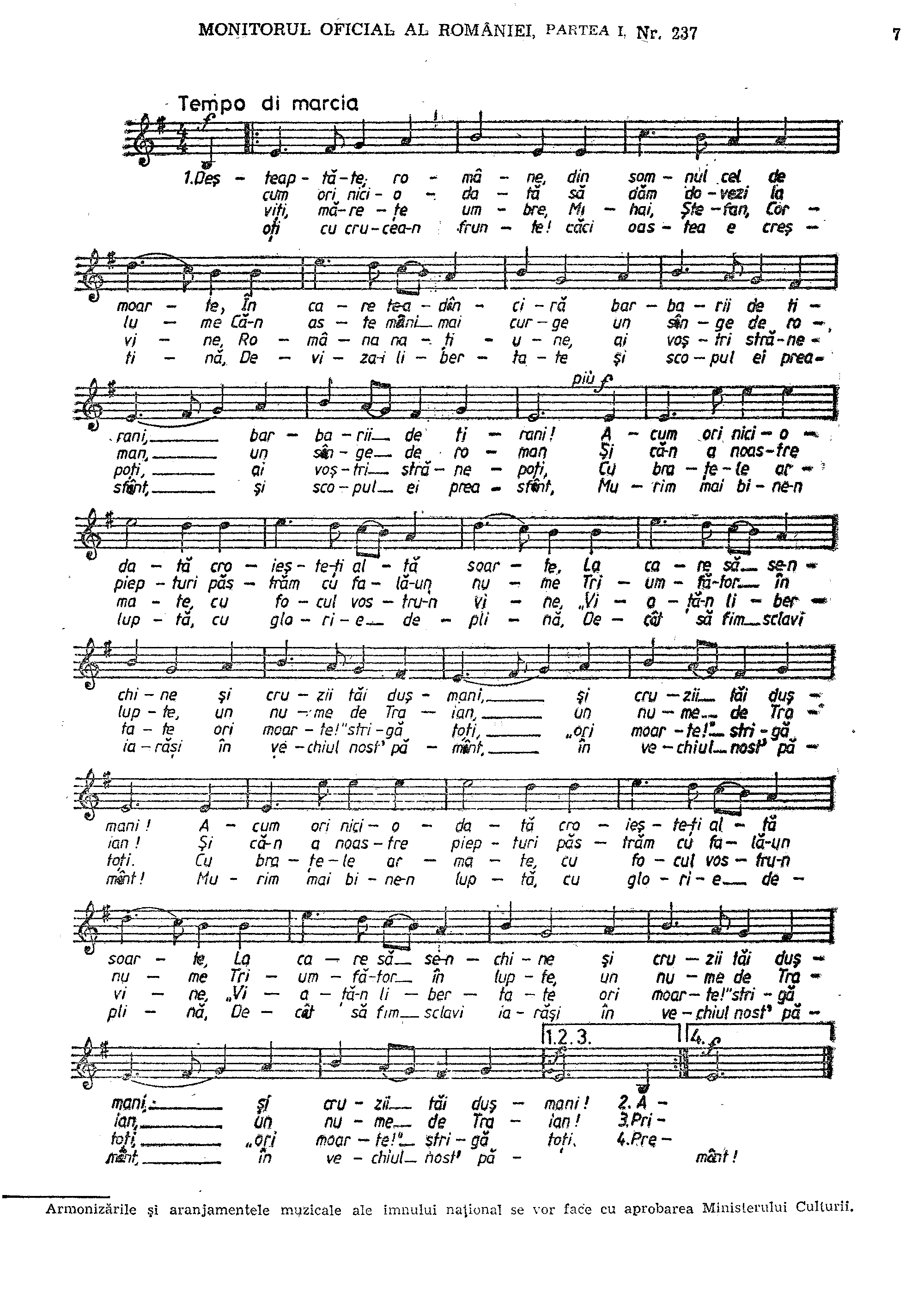
Notenblatt

Nach dem Sturz des kommunistischen Regimes erklärte man Deșteaptă-te, române! per Dekret durch den Rat der Front zur Nationalen Rettung im Januar 1990 zur Nationalhymne und bestätigte sie 1991 durch Artikel 12 der Verfassung Rumäniens. Von 1989 bis 1994 war Deșteaptă-te, române! ebenfalls die Nationalhymne der Republik Moldau, die jedoch 1994 durch Limba Noastră (deutsch Unsere Sprache) ersetzt wurde. Der 29. Juli ist in Rumänien der „Tag der Nationalhymne“ (Ziua Imnului național), und wird als Feiertag begangen.

## Text und Melodie

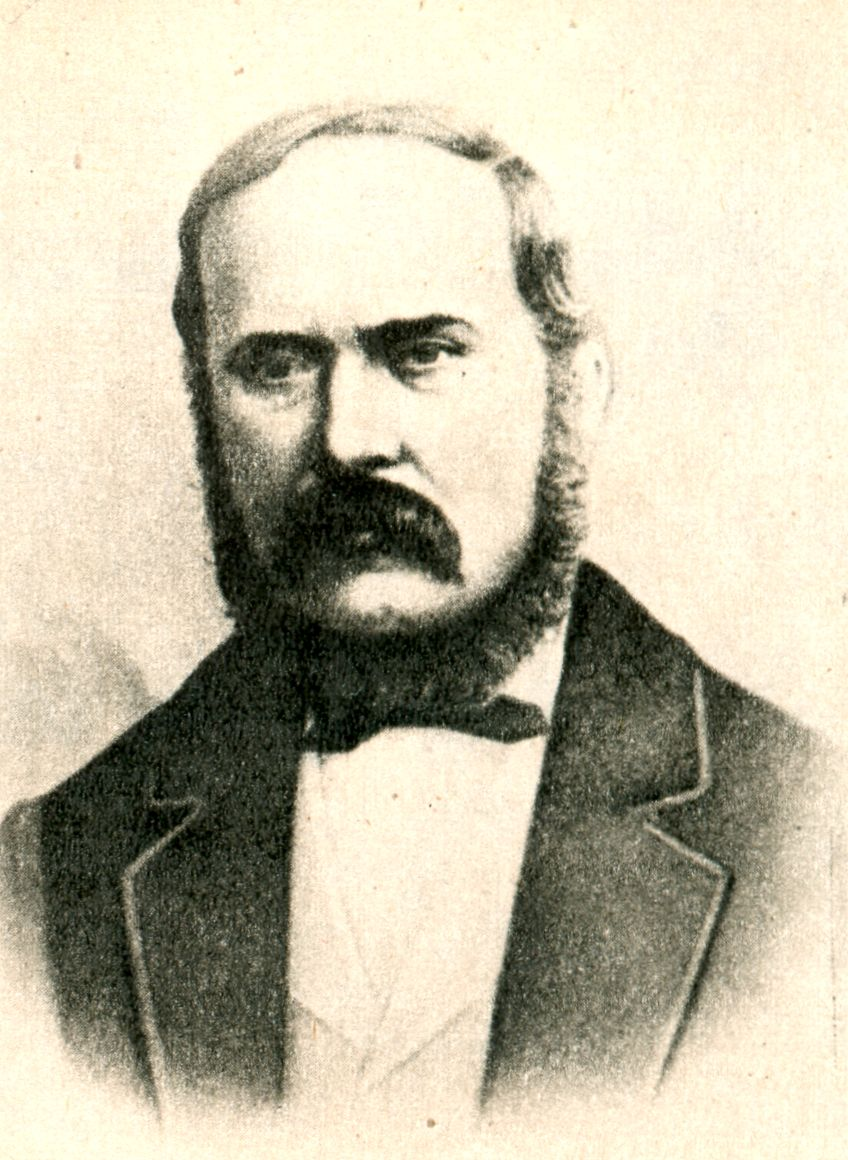
Andrei Mureșanu (1816–1863)

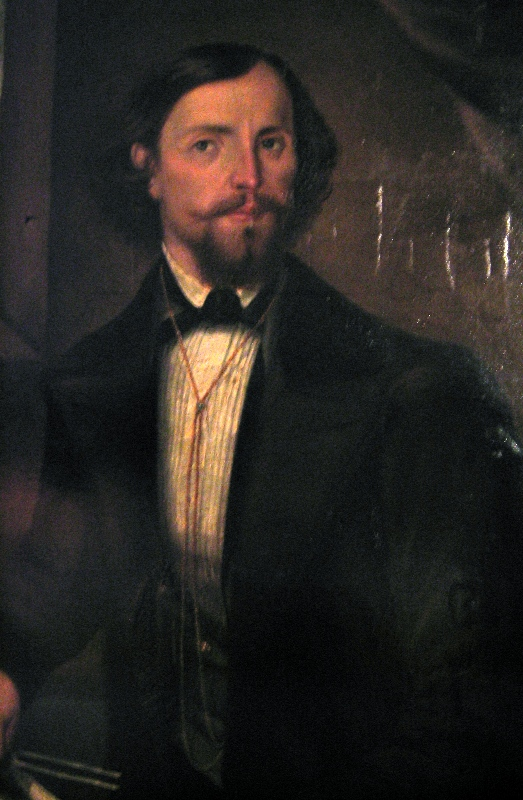
Gheorghe Ucenescu (1830–1896)

Der Text stammt von Andrei Mureșanu und wurde während der Rumänischen Revolution von 1848 verfasst und am 21. Juni erstmals unter dem Titel Un răsunet (deutsch Ein Widerhall) in der Nr. 25 der Foaie pentru minte, inimă și literatură publiziert. Urheber der der Musik ist Anton Pann, der jedoch nicht die endgültige Version komponierte, sondern sein ehemaliger Mitarbeiter Gheorghe Ucenescu hatte eine Fassung seines Liedes Din sânul maicii mele adaptiert, die von Andrei Mureșanu ausgewählt wurde. Die Nationalhymne von Rumänien hat insgesamt elf Strophen, von denen aber nur vier bei offiziellen Anlässen gesungen werden.
| Rumänischer Originaltext | Deutsche Übersetzung |
| --- | --- |
| Deșteaptă-te, române, din somnul cel de moarte, În care te-adânciră barbarii de tirani! Acum ori niciodată, croiește-ți altă soarte, La care să se-nchine și cruzii tăi dușmani. Acum ori niciodată să dăm dovezi la lume Că-n aste mâni mai curge un sânge de roman, Și că-n a noastre piepturi păstrăm cu fală-un nume Triumfător în lupte, un nume de Traian! Priviți, mărețe umbre, Mihai, Ștefan, Corvine, Româna națiune, ai voștri strănepoți, Cu brațele armate, cu focul vostru-n vine, „Viața-n libertate ori moarte!“ strigă toți. Preoți, cu crucea-n frunte căci oastea e creștină, Deviza-i libertate și scopul ei preasfânt. Murim mai bine-n luptă, cu glorie deplină, Decât să fim sclavi iarăși în vechiul nost'pământ! | Erwache, Rumäne, aus deinem Todesschlaf, In welchen dich barbarische Tyrannen versenket haben! Jetzt oder nie, webe dir ein anderes Schicksal, Vor welchem sich auch deine grausamen Feinde verneigen werden! Jetzt oder nie, senden wir Beweise in die Welt, Dass in diesen Adern noch Römerblut fließt, Dass wir in unseren Herzen stets mit Stolz einen Namen tragen, Den Sieger seiner Kämpfe, den Namen von Trajan! Schaut, erhabene Schatten, Michael, Stefan, Corvin, Die Rumänische Nation, eure Urenkel, Mit bewaffneten Armen, euer Feuer in den Adern, „Leben in Freiheit, oder Tod!“, rufen alle. Priester, geht voraus, mit den Kreuzen, denn das Heer ist christlich, Die Devise heißt Freiheit und der Zweck ist hochheilig, Lieber glorreich in der Schlacht sterben, Als wieder Sklaven auf unserem alten Boden zu sein! |

## Vorgeschichte

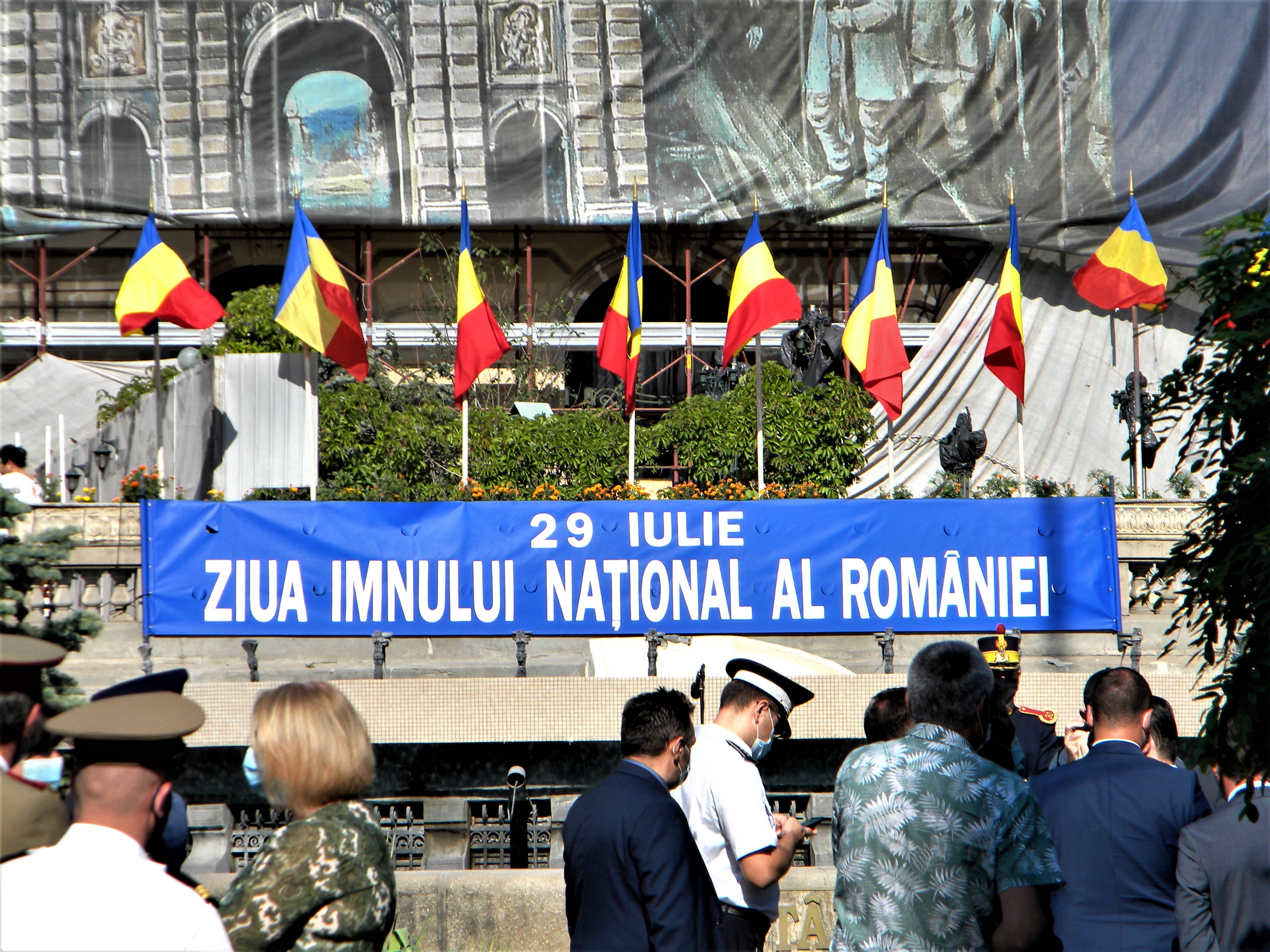
Feierlichkeiten zum Tag der Nationalhymne Rumäniens in Bukarest, 2020

Im Jahr 1848 schrieb Andrei Mureșanu das Gedicht Un răsunet und bat Gheorghe Ucenescu, den ehemaligen Mitarbeiter von Anton Pann und Kantor der Șcheii Brașovului-Kirche, eine passende Melodie für ihn zu finden. Nachdem Ucenescu ihm mehrere Melodien vorgesungen hatte, entschied sich Mureşanu für die Melodie des Liedes Din sânul maicii mele von Anton Pann. Die Originalmelodie war dabei durch Ucenescu in Rhythmus und Melodieführung leicht abgeändert worden. Deșteaptă-te, române! war 1848 Teil der rumänischen Nationalbewegungen während des Unabhängigkeitskrieges (1877–1878) und des Ersten und Zweiten Weltkrieges. Besonders in der Krise nach dem Staatsstreich vom 23. August 1944, als Rumänien sich gegen Hitler-Deutschland wandte und den Alliierten anschloss, wurde dieses Lied gesungen und im Radio ausgestrahlt.
Zu Beginn der kommunistischen Diktatur 1947 wurde Deșteaptă-te, române! verboten. Das Singen oder auch nur das Summen einer solchen Melodie konnte mit Gefängnisstrafen geahndet werden. Ab 1977 bis 1989 war Trei Culori (deutsch Drei Farben) die Nationalhymne der Sozialistischen Republik Rumänien. Seit den 1970er Jahren konnte das Lied wieder gesungen werden, jedoch ohne die Originalverse.
Im November 1987 wurde Deșteaptă-te, române! bei Protesten in Brașov gesungen. Am frühen Morgen des 17. Dezember 1989 sangen die Demonstranten in Bukarest gemeinsam diese Hymne in ihrer Urfassung und am 22. Dezember 1989 ertönte Hymne unter den Menschen der antikommunistischen Revolution. Per Dekret wurde die Hymne im Januar 1990 durch den Rat der Front zur Nationalen Rettung und seit 1991 durch Artikel 12 der Verfassung Rumäniens bestätigt.

## Bedeutung
In einer Publikation des rumänischen Außenministeriums lesen wir zur Aussagekraft des Staatsliedes: „Die Botschaft der Hymne ‚Erwache, Rumäne!‘ ist sowohl eine soziale als auch eine nationale; sozial, weil sie ein ständiges, aktives Wachen gebietet, im Hinblick auf den Eintritt in eine neue Welt, und national, weil sie dieses Erwachen auf die historischen Traditionen ausrichtet.“
Wahrscheinlich wegen einer textlichen Ähnlichkeit mit der Nationalhymne Frankreichs – Contre nous de la tyrannie, l'étendard sanglant est levé (Gegen uns ist der Tyrannei blutiges Banner erhoben) und  În care te-adânciră barbarii de tirani! (In die du hinabgesenkt wurdest durch barbarische Tyrannen) wurde sie vom Historiker Nicolae Bălcescu (1819–1852) als die „Marseillaise der Rumänen“ bezeichnet.

## Nationalistische Implikationen
Die rumänische Nationalhymne ist stark durch die Geschichtsschreibung der historisch-linguistischen Siebenbürgischen Schule (rum. Școala Ardeleană) geprägt, deren Vertreter es sich zur Aufgabe gemacht hatten, die Idee der sogenannten Dako-romanischen Kontinuität zu beweisen.
So wurde der in der Hymne gepriesene römische Kaiser Trajan zum Urahnen der in Transsylvanien lebenden rumänischen Ethnie stilisiert. Die Hymne reflektiert auch andere grundlegende Charakteristika des Nationalismus: so das explizit ethnische Nationsverständnis (Römerblut), die latente Aggression gegenüber dem Fremden (grausame Feinde, barbarische Tyrannen) und schließlich die Aufforderung zur Bereitschaft, als Staatsbürger für das nationale Kollektiv in den Tod zu gehen („Lieber glorreich in der Schlacht sterben“). Andererseits ist der im Hymnus erahnbare, nicht konkrete, Gegner oder Gegenspieler ein, wörtlich, Tyrann, dem es sich entgegenzustellen gelte, ein Unrechtsherrscher. Damit ist Deșteaptă-te, române, wie etliche Nationalhymnen, ein couragierter Appell gegen jede Diktatur und für die Freiheit.
Die moderne Geschichtswissenschaft betont die konstruierte Natur der Nationen, die ein Kennzeichen der kulturellen Moderne seien. Die Behauptung einer jahrtausendalten Kontinuität der Nation – wie hier in der Hymne suggeriert – würde insofern als nationaler Mythos zurückgewiesen.

## Hora Unirii und Trăiască Regele
Vor den Hymen der kommunistischen Ära gab es die Hora Unirii (deutsch Tanz der Einheit), die 1855 von Vasile Alecsandri (1821–1890) geschrieben und von Alexandru Flechtenmacher komponiert wurde sowie die Hymne des königlichen Rumäniens Trăiască Regele. Nach dem Ende der Monarchie wurde die Hymne zunächst durch Zdrobite cătușe ersetzt. Heute wird sie nicht mehr gesungen. Die Hora Unirii wird heutzutage in der Regel am 24. Januar gesungen, in Gedenken an den Tag an dem sich die Moldau und die Walachei unter der Führung von Alexandru Ioan Cuza zum Fürstentum Rumänien vereinigt haben. Die Hora Unirii tanzt zudem in einer Ronde (Hora).